# Tramvajové obratiště

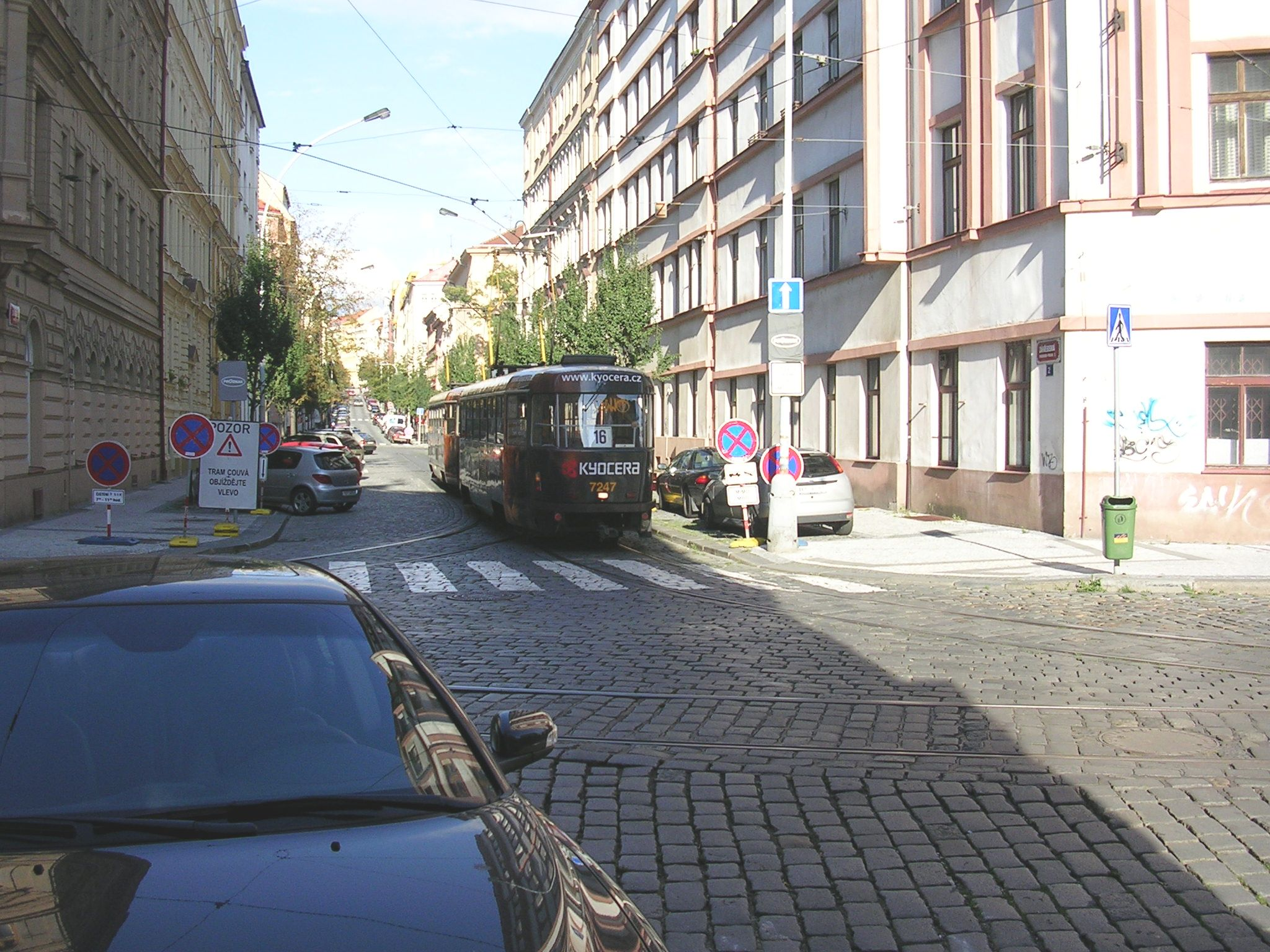
Tramvaj se obrací zpětným pohybem z ulice Záhřebské do ulice U Zvonařky na kolejovém trojúhelníku Zvonařka v Praze-Vinohradech.

Schéma otáčení na kolejovém trojúhelníku.

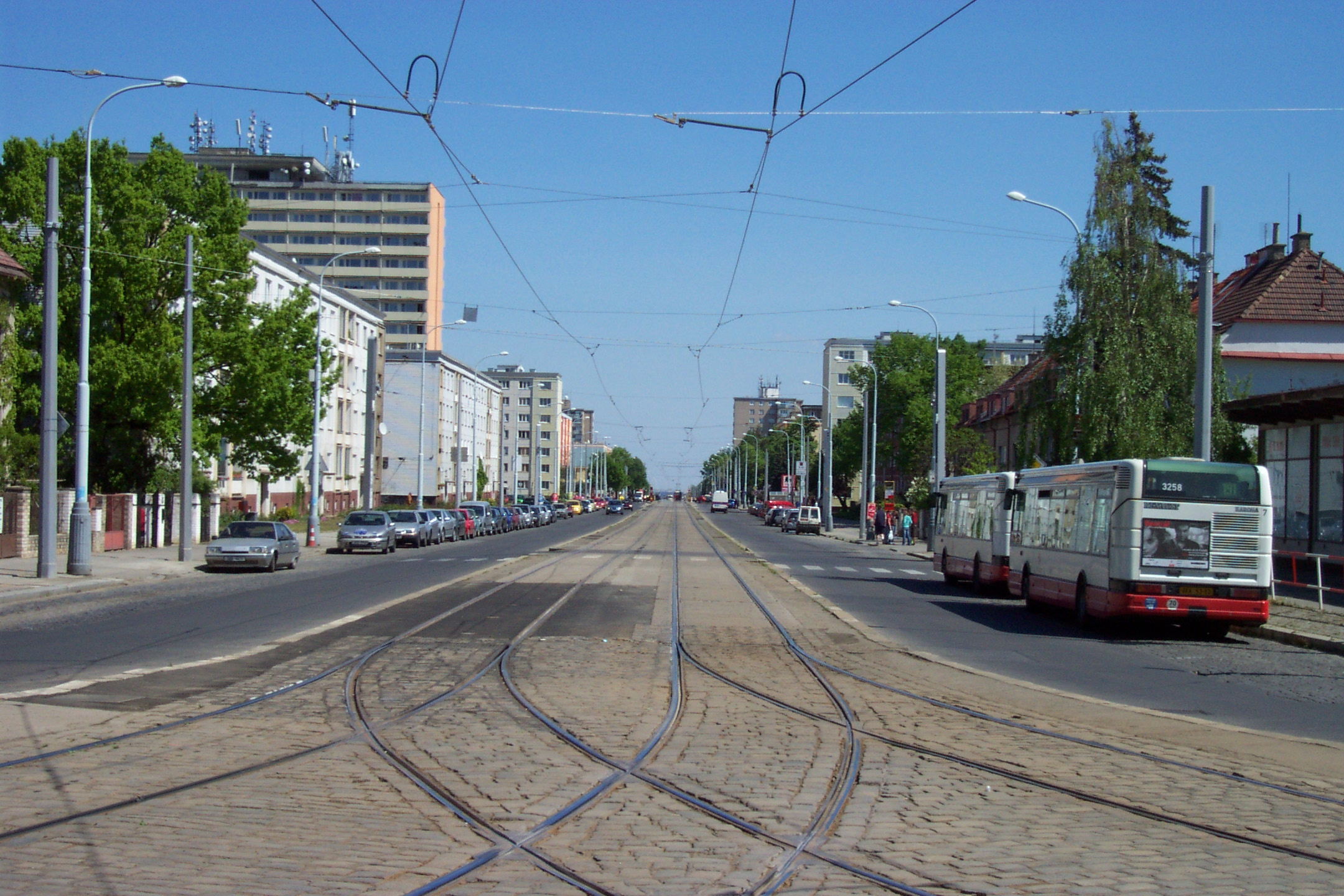
Vyústění protisměrné smyčky Petřiny v Praze.

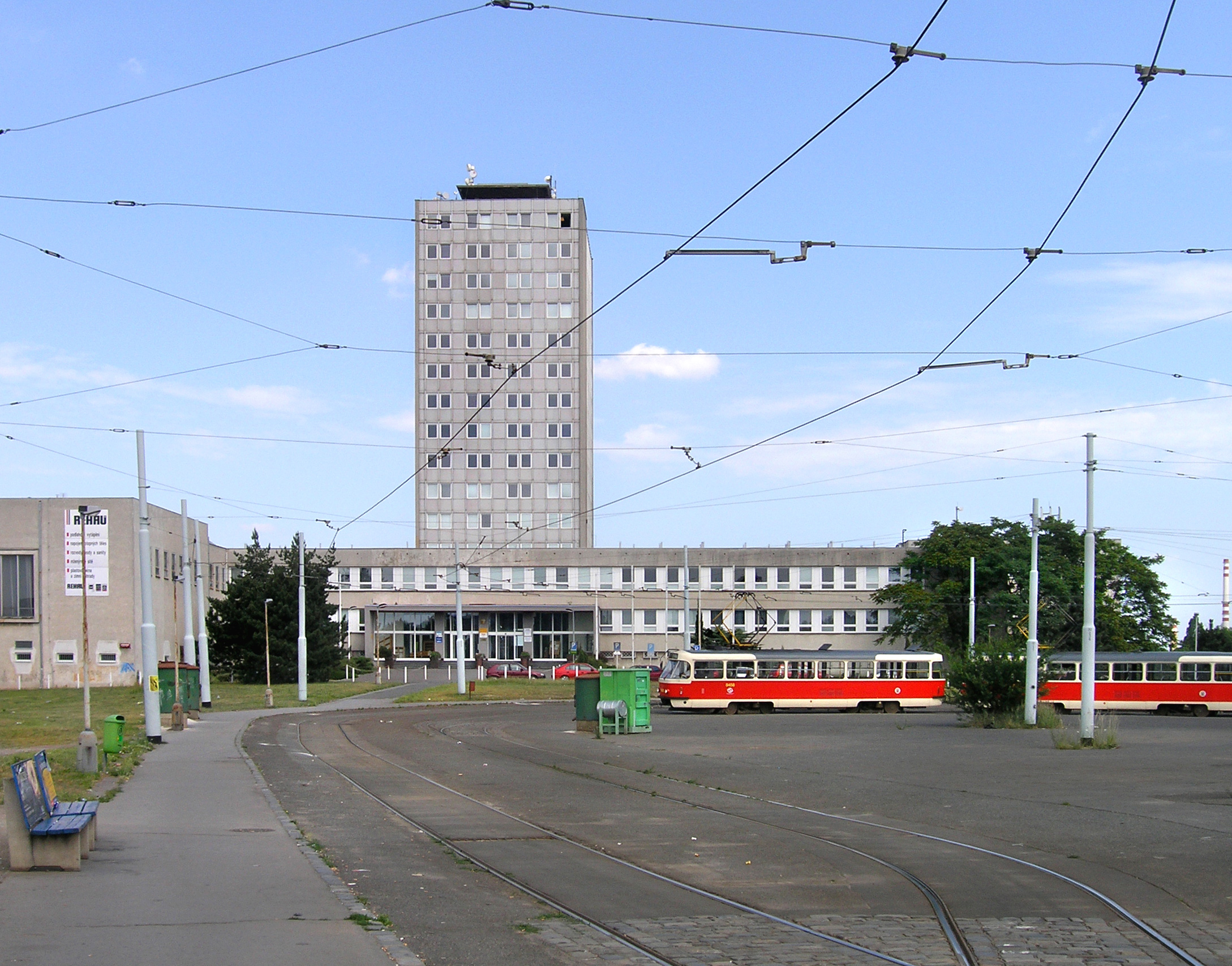
Vícekolejná tramvajová smyčka Spojovací v Praze-Hrdlořezích.

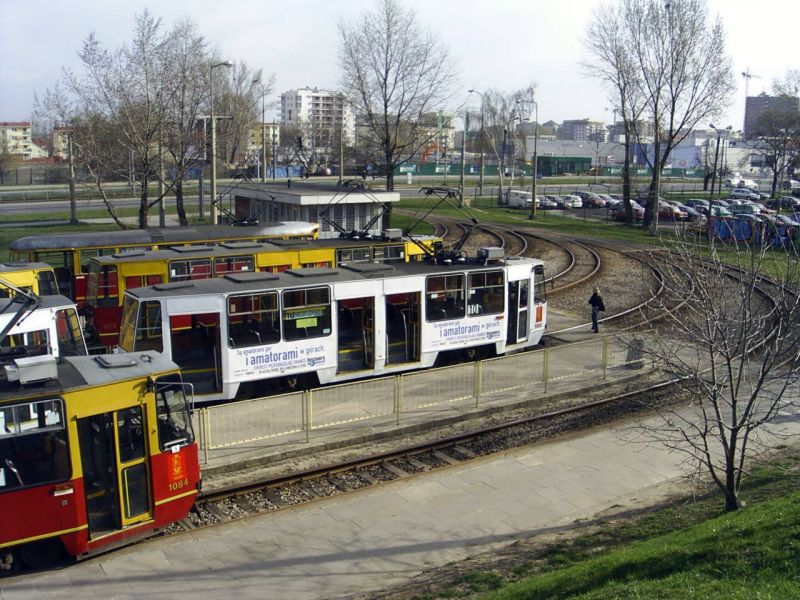
Vícekolejná smyčka v polské Varšavě.

Tramvajové obratiště je část tramvajové trati uzpůsobená k otáčení nebo změně směru jízdy tramvajových vozů a vlaků. Obvykle je součástí obratiště odstavný prostor (odstavná kolej nebo koleje) pro vyčkávání vlaků na stanovený čas odjezdu, zastávka nebo zastávky pro výstup (konečná zastávka linky) a zastávka nebo zastávky pro nástup. Frekventovaná obratiště bývají vybavena sociálním zařízením pro řidiče (záchod, umývárna), nádobami s pískem určeným pro doplnění sypačů v tramvajích, někdy i dalšími služebními prostorami (dispečerská místnost, odpočinková místnost pro řidiče) a dalším zázemím pro řidiče i cestující (občerstvení, trafika, veřejné WC atd.). Mnohá tramvajová obratiště jsou součástí přestupního uzlu veřejné dopravy, kde na tramvajové spoje navazují jiné typy dopravy (autobusy, trolejbusy, vlak).

## Poloha na trati
Podle polohy na trati lze rozlišit obratiště:
- mezilehlá – mohou být použitelná buď pouze z jednoho směru trati, nebo z obou (popřípadě z ještě více směrů, větví-li se u ní trať)
- koncová – na konci tratě

## Typy obratišť
Podle dopravního a stavebního uspořádání lze dále obratiště dělit na tyto typy:
- obratiště pro obousměrné vozy jsou nejstarším typem obratiště – tramvaj pouze obrátí směr jízdy, případně přejede na souběžnou kolej:
  - prosté zakončení jednokolejné trati – není-li doplněno žádnou výhybnou, musí jako první odjet vůz, který přijel poslední. Takové řešení nebylo obvyklé ani v éře jednokolejných tratí;
  - kolejový přejezd – slouží pro obracení obousměrných vozů nebo vlaků na dvojkolejných tratích, umožňuje přejet na kolej pro opačný směr. Zejména je-li kolejový přejezd pravidelně užívaným obratištěm, bývá vybaven zajišťovacími výhybkami, takže řidič nemusí výhybky přestavovat. Toto obratiště se v používá například v Brně-Líšni na obratišti Mifkova;
  - dvojice kolejových přejezdů - využívala se pro obrat souprav obousměrného motorového vozu s jedním nebo více vlečným vozem při objíždění. Vzácně k takové manipulaci stačil jediný kolejový přejezd, pokud bylo možné, aby vlečný vůz sjížděl samospádem;
  - mobilní kolejový přejezd (Californien) – je možné jej bez hlubších stavebních zásahů instalovat na běžnou dvojkolejnou trať a pak zase odstranit. Využívá se hlavně při kratších stavebních pracích na trati, kdy je zaveden výlukový provoz, ale není účelné stavět pevný přejezd.
- kolejový trojúhelník (vratný trojúhelník – triangl). Typ úvraťového obratiště, tramvaj se otáčí zpětným pohybem z jednoho ramene trati do druhého (vlastně vykoná dvě úvratě za sebou). Triangl má oproti prosté úvrati tu výhodu, že vůz vrací na trať v jeho původním směru – nevyžaduje tedy obousměrné vozidlo. Z první do druhé úvratě se však musí couvat. Pro podobné účely lze využít nebo upravit i běžnou tramvajovou křižovatku, typicky provizorně při mimořádnostech. 
  - V Praze je obratiště tohoto typu pouze jedno – Zvonařka, kde od března 2017 končí nostalgická linka 23. Další obratiště tohoto typu byla například v Praze (obratiště Laurová zrušené v roce 2008) či v Liberci (obratiště Kubelíkova zrušené v roce 2001)
- smyčka – umožňuje otočení vlaku prostým průjezdem. V Česku nejčastější typ obratiště – vyhovuje všem typům vozidel a nevyžaduje couvání, je ale nejnáročnější na prostor.
  - jednokolejná smyčka. Neumožňuje vzájemné předjíždění vlaků (pokud nejde o mezilehlou smyčku, z níž je možné vyjet na trať a pak opět zpět do smyčky). Příkladem je smyčka Tyršovy sady v Jablonci nad Nisou či Stránská skála v Brně
  - smyčka s předjízdnou kolejí nebo kolejemi – větví se do více souběžných kolejí, které mohou být různě propojeny kolejovými přejezdy (spojkami). Dvoukolejným obratištěm je například obratiště Radošovická v Praze či Košutka v Plzni, trojkolejným například Nádraží v Mostě či Sídliště Řepy v Praze
  - obousměrná (protisměrná) smyčka: vnitřní kolej má nástupiště uvnitř smyčky, vnější kolej vně smyčky. V Praze jsou takovými smyčkami kupříkladu obratiště Ústřední dílny DP či Starý Hloubětín, a v minulosti též Divoká Šárka, Petřiny, Spořilov, Podbaba nebo Nový Hloubětín. Vnitřní nebo vnější kolej se může ještě dále dělit do více souběžných kolejí
  - bloková smyčka – vlak objíždí celý blok budov. Buď může být část takové smyčky vyhrazena pro odstavování vlaků, nebo mohou být využity pouze běžné tratě a smyčka může být průjezdná, tj. ukončené spoje v ní nemají oddělenou výstupní a nástupní zastávku a ihned pokračují zpět. Bloková smyčka může být buď obousměrná, nebo pouze jednosměrná (je-li jednosměrná některá její část). Blokové smyčky se nacházejí například v Praze (smyčka Březiněveská, Minská, Ženské domovy, Náměstí Bratří Synků), v Brně (Geislerova, mimořádně také Mostecká a Malinovského náměstí) či v Olomouci – smyčka Pavlovičky
  - objízdná kolej vozovny – slouží zejména pro otočení vlaku před zacouváním do odstavovací haly. Na objízdné koleji bývá umístěn i mycí stroj a předávací místo, v němž pracovníci depa přebírají od řidičů záznamy o závadách na vlaku. Příkladem je objízdná kolej v areálu pražské vozovny Kobylisy či vozovny Strašnice
  - kolejový kruh na dvoře vozovny – slouží k podobnému účelu jako objízdná kolej vozovny. Například vozovna Žižkov v Praze

## Historie
V počátcích tramvajového provozu byly vozy koňky i motorové tramvajové vozy zpravidla obousměrné, tažná zvířata nebo vlečné vozy se na konečné přepřahaly. K přepřahání vlečných vozů sloužila druhá kolej a soustava výhybek. Smyčky se k obracení vlaků nepoužívaly (podobně jako dodnes nejsou obvyklé na železnici).

### Historie obratišť v Praze
V Praze byly smyčky použity poprvé jako řešení mimořádných kapacitních nároků na tramvajový provoz. První tramvajová smyčka v Praze byla provozována jako provizorní při Všesokolském sletu a sloužila na Letné od června do srpna 1907. První trvalá tramvajová smyčka byla zřízena u Výstaviště. Zprovozněna byla 15. května 1908 a dodnes slouží v podobné dispozici, v jaké byla zřízena (přesněji v podobě z roku 1952). Jedinou odlišností je skutečnost, že dnešní výjezdová část smyčky byla původně součástí již zrušené tratě z nitra Královské obory. Smyčka měla velký úspěch a ještě roku 1908 byla postavena další, u Vinohradského divadla na Purkyňově náměstí (dnešní náměstí Míru) (byla zrušena roku 1928). V průběhu 20. století byla téměř všechna obratiště přebudována na smyčky. V letech 1946–1967 byly častým řešením obousměrné smyčky. Poslední úvraťové obratiště v pravidelném tramvajovém provozu v Praze bylo v Motole u zastávky Motol, které bylo zrušeno koncem roku 1974. Obracení obousměrných vozů na kolejovém přejezdu se používá pouze jako dočasné řešení při výlukách či prodlužování tratí po částech.